# Лемгов
Лемгов (њем. Lemgow) општина је у њемачкој савезној држави Доња Саксонија. Једно је од 27 општинских средишта округа Лихов-Даненберг. Према процјени из 2010. у општини је живјело 1.433 становника. Посједује регионалну шифру (AGS) 3354015.

## Географски и демографски подаци
Лемгов се налази у савезној држави Доња Саксонија у округу Лихов-Даненберг. Општина се налази на надморској висини од 24 метра. Површина општине износи 64,5 km². У самом мјесту је, према процјени из 2010. године, живјело 1.433 становника. Просјечна густина становништва износи 22 становника/km².